# 本哈明·加林多
本哈明·加林多（西班牙語：Benjamín Galindo，1960年12月11日—），墨西哥男子足球运动员，司职中场。他曾代表墨西哥国家队参加1994年国际足联世界杯，结果队伍止步十六强赛。